# Limnophora patersoni
Limnophora patersoni är en tvåvingeart som beskrevs av Zielke 1970. Limnophora patersoni ingår i släktet Limnophora och familjen husflugor. Inga underarter finns listade i Catalogue of Life.